# Écologie des Banksia
Pour un article plus général, voir Banksia.
L'écologie des Banksia traite de toutes les relations et interactions entre les plantes du genre Banksia et leur environnement. Les Banksias ont de nombreuses adaptations qui ont permis jusqu'ici au genre de survivre malgré la sécheresse, les sols carencés, les faibles taux de grenaison, les taux élevés de prédation des graines et les faibles taux de survie des jeunes plants. Ces adaptations comprennent les racines protéoïdes et les lignotubers, les structures florales spécialisées, qui attirent les animaux nectarivores et assurent un transfert efficace du pollen, ainsi que la libération des graines en réponse aux feux de brousse.
L'arrivée des Européens en Australie a provoqué de nouveaux problèmes sur le plan écologique. La colonisation européenne de l'Australie a affecté directement les Banksias par le défrichement des terres, l'exploitation des fleurs et les modifications du régime des feux.  En outre, l'introduction accidentelle et la diffusion de plantes pathogènes, telles que le champignon du sol Phytophthora cinnamomi (cause du dépérissement terminal), crée une réelle menace pour l'habitat des Banksias et la biodiversité. Diverses mesures ont été mises en place pour limiter ces risques, mais un certain nombre de taxons restent menacés.

## Le genreBanksia
Banksia est un genre qui regroupe environ 80 espèces de plantes de la famille des Proteaceae. Fleurs sauvages typiques de l'Australie et plante de jardin populaire, les Banksias sont aisément reconnaissables à leur épis floraux et à leur « cônes » de fruits caractéristiques. Il poussent sous diverses formes allant de buissons ligneux et prostrés jusqu'à des arbres atteignant 30 mètres de haut, et se trouvent dans pratiquement toutes les régions les plus arides d'Australie.

## Pollinisation

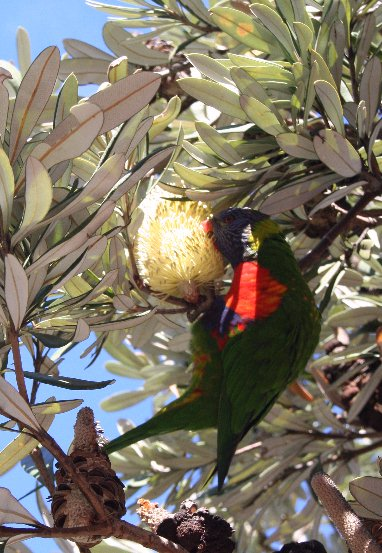
Loriquet à tête bleue se régalant de nectar sur l'inflorescence d'un Banksia integrifolia. Ce faisant, il transfère du pollen entre les plantes, jouant ainsi un rôle important dans la reproduction de l'espèce.

L'écologie de la pollinisation des Banksias a été très bien étudiée, parce que les grandes et spectaculaires inflorescences facilitent la conduite d'expériences sur la pollinisation et que le rôle pollinisateur des oiseaux et des mammifères nectarivores a fait du genre un sujet d'études populaire chez les zoologistes.
Les visites des inflorescences de Banksias par les abeilles et les oiseaux  nectarivores sont souvent observées et sont de toute évidence importantes pour la pollinisation. Importantes également sont les visites des mammifères nectarivores, bien que celles-ci soient rarement observées, parce que ces animaux sont généralement nocturnes et solitaires. Des études ont montré que les inflorescences de Banksia sont broutées par divers petits mammifères, dont des marsupiaux (tels que l'antechinus à pattes jaunes, Antechinus flavipes), des rongeurs (tels que le Pale Field Rat Rattus tunneyi) et  des possums. Ces animaux transportent des charges de pollen comparables à celles des oiseaux nectarivores, ce qui en fait des pollinisateurs efficaces.
D'autres études ont montré que l'importance relative des vertébrés et des invertébrés pour la  pollinisation peut varier selon les espèces, certaines espèces de Banksia montrant une réduction de la nouaison quand les pollinisateurs vertébrés sont exclus, tandis que d'autres ne sont pas affectés par l'exclusion des vertébrés et produisent des fruits même quand tous les pollinisateurs sont exclus.
Presque toutes les espèces de Banksia étudiées jusqu'ici ont montré des taux d'outcrossing parmi les plus importants jamais enregistrés chez des plantes.  En fait, très peu de plants de Banksia sont le produit d'auto-fécondation .
Cela peut s'expliquer par plusieurs raisons : 
une possibilité est que les fleurs de Banksia ne soient tout simplement pas exposées à leur propre pollen. Cela n'est pas vraisemblable pour deux raisons. Premièrement, la morphologie des fleurs de Banksia rend virtuellement inévitable que le stigmate soit exposé à son propre pollen, puisqu'il assure aussi les fonctions de « présentateur de pollen ». Certains ont émis l'idée que ce problème pourrait être évité si les fleurs étaient fortement protandres, mais on n'a constaté jusqu'ici qu'une protandrie partielle. De plus, la question de la protandrie des fleurs individuelles est probablement sans importance, parce que l'anthèse séquentielle des fleurs implique que chaque inflorescence contienne forcément des fleurs à la fois aux stades mâle et femelle au même moment. Des observations des modes de « butinage » des pollinisateurs ont montré que l'échange de pollen entre les différentes fleurs de la même inflorescence était inévitable.
Une autre possibilité est que le taux élevé d'outcrossing soit dû à l'auto-incompatibilité, à cause de l'échec de la fécondation ou de l'avortement des fruits auto-fécondés. Des études ont montré  que l'auto-compatibilité du pollen varie entre les espèces de Banksia, certaines espèces, mais pas toutes, inhibant la croissance du tube pollinique émis par le pollen provenant de leurs propres fleurs. Une forme plus vraisemblable d'auto-incompatibilité est l'avortement spontané des fruits qui ont été auto-fécondés. Cela pourrait être causé par l'expression de gènes létaux, ou l'expression de gènes qui, sans être létaux, font avorter la plante. Des causes génétiques sont prbablement une forme courante d'auto-incompatibilité, du fait de la forte charge génétique du genre. Cependant les taux d'avortement sont difficiles à évaluer car les ovaires sont profondément enfoncés dans le rachis ligneux de l'inflorescence.
Enfin, il y a le mécanisme de l'avortement « facultatif » des fruits, dans lequel une plante n'ayant pas les ressources nécessaires pour mener tous ses fruits à maturité fait avorter les moins vigoureux d'entre eux.
On estime que c'est courant chez les taxons qui sont généralement auto-compatibles, puisque même ceux-ci ont des taux élevés d'outcrossing. Par exemple, on a montré que Banksia spinulosa var. neoanglica, une des espèces de Banksia parmi les plus auto-compatibles, mettait à fruits beaucoup plus par pollinisation croisée que par auto-pollinisation.
Quelques espèces, telles que Banksia brownii, sont exceptionnelles par leur faible taux d' outcrossing.
Dans tous les cas il s'agit d'espèces rares qui forment de très petites populations, ce qui augmente la probabilité d'auto-fécondation et peut décourager les visites des pollinisateurs.

## Réponse au feu

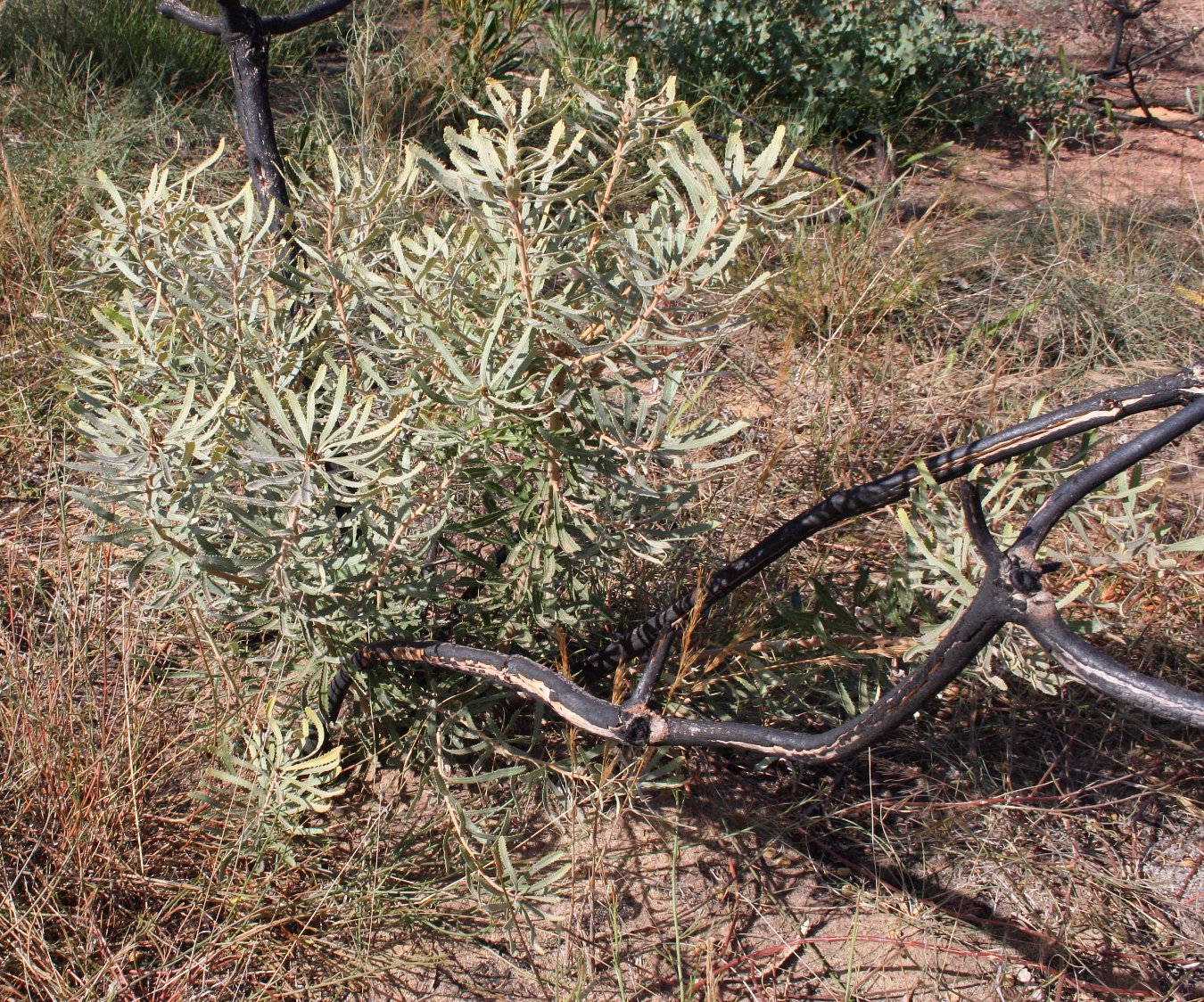
Banksia attenuata après un incendie. Le feu l'a tué au sol, mais des lignotubes ont repoussé.

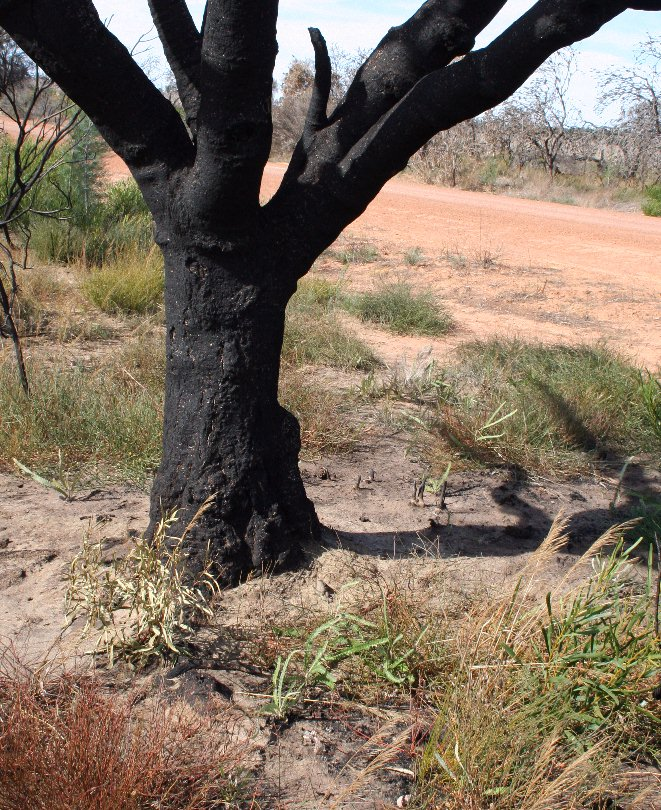
Banksia prionotes après un feu de brousse. Sans lignotubes ni écorce épaisse, la plante maternelle a été tuée. Cependant, le feu de brousse a également déclenché la libération des semences de la plante maternelle, entraînant un certain nombre de semis.

Les plantes de Banksia sont naturellement adaptées à la présence de feux de brousse réguliers . Environ la moitié des espèces de Banksia survivent généralement aux feux de brousse, soit parce qu'elles ont une écorce très épaisse qui protège le tronc du feu, soit parce qu'elles ont des lignotubes desquelles elles peuvent repousser après le feu. De plus, le feu déclenche la libération de graines stockées dans la banque de graines aérienne - une adaptation connue sous le nom de sérotiny . Dans la littérature écologique, les espèces qui sont tuées par le feu mais se régénèrent à partir de graines sont appelées « sensibles au feu » ou « semeuses », tandis que celles qui survivent généralement en repoussant d'un tronc ou d'un lignotubère souterrain sont appelées q résistantes au feu » ou « pousses ».
Tous les Banksia présentent une certaine sérotinémie. La plupart conservent toutes leurs graines jusqu'à ce que la libération soit déclenchée par le feu, mais quelques espèces libèrent spontanément une petite quantité de graines. La sérotinose est obtenue grâce au mécanisme de follicules ligneux épais, qui sont maintenus fermement fermés par de la résine . Les graines retenues dans les follicules sont protégées des granivores et de la chaleur des feux de brousse et restent viables pendant une dizaine d'années. Les follicules nécessitent une chaleur critique pour faire fondre la résine, de sorte que les follicules peuvent commencer à s'ouvrir; pour B. elegans, par exemple, c'est 2 minutes à 500 °C. Les espèces dont les besoins en chaleur sont élevés conservent généralement leurs vieux fleurons fanés. Celles-ci sont hautement combustibles et contribuent ainsi à garantir que la chaleur critique est atteinte.
À quelques exceptions près, chaque follicule contient deux graines plus un « séparateur » ailé. Alors que le séparateur reste dans le follicule, il maintient les graines en position. Chez certaines espèces, le séparateur reste dans le follicule jusqu'à ce qu'il se soit refroidi; une fois refroidi, le séparateur se desserre et tombe et les graines suivent. De cette façon, le séparateur garantit que les graines tombent sur un sol frais. Chez d'autres espèces, le séparateur ne se desserre que lorsqu'il a été mouillé. Chez ces espèces, les graines ne tombent pas au sol avant les premières pluies après le feu de brousse. Les graines sont généralement libérées sur une période d'environ 90 jours.
Immédiatement après le feu de brousse, les oiseaux granivores entrent pour extraire les graines des follicules ouverts et pour manger les graines tombées au sol. Les graines qui s'échappent des granivores sont rapidement enterrées par le vent et les eaux de surface. Presque toutes les graines enfouies germent.

## Implantation des semis
La plupart des jeunes plants de Banksia n'atteignent pas l'âge adulte. La principale raison en est le manque d'eau. La concurrence pour l'humidité du sol peut être intense, en particulier pendant la sécheresse. Dans une  étude, un peuplement estimé à 13 680 plants fut dénombré entre juin et octobre à la suite d'un feu de brousse expérimental, mais en janvier suivant, il ne restait que onze plants.
Parmi, les autres menaces contre l'établissement des jeunes plants figure la prédation par des invertébrés comme les sauterelle et les acariens ainsi que par des vertébrés tels que les kangourous et les bandicoots.

## Préservation
La biodiversité des Banksia est affectée par toute une série de phénomènes. Les principales menaces sont les maladies, les changements dans la fréquence et l'intensité des feux de forêt, le défrichement des terres pour l'agriculture, l'exploitation minière, l'urbanisation et la construction de routes, l'exploitation des fleurs, des graines, et du feuillage par la fleuristerie et d'autres activités humaines. Trois espèces de Banksia sont actuellement déclarées espèces menacées en Australie dans le cadre de la loi de 1999 sur la protection de l'environnement et la préservation de la biodiversité (Environment Protection and Biodiversity Conservation Act 1999) et deux autres espèces sont considérées vulnérables.

### Maladies
La maladie la plus grave qui menace les Banksias est le champignon pathogène Phytophthora cinnamomi, espèce introduite en Australie où elle est communément connue sous le nom de dieback, le symptôme apparent étant un dessèchement de la cime ou dépérissement terminal. C'est un oomycète qui attaque les racines des plantes, détruisant la structure des tissus racinaires, fait « pourrir » les racines et empêche la plante d'absorber l'eau et les nutriments du sol. Les racines protéoïdes des Banksias les rendent très sensibles à cette maladie, les pieds infectés périssant généralement dans un délai de dix ans après l'exposition à la maladie.

### Le régime des feux
La fréquence et l'intensité des feux de brousse sont des facteurs importants pour la santé des peuplements de Banksias.  L'intervalle idéal entre deux incendies varie d'une espèce à l'autre, mais se situe en général autour de vingt ans. Si les feux de brousse se produisent trop fréquemment, les plantes sont éliminées avant d'avoir atteint l'âge de fructification ou avant d'avoir produit un stock de semences suffisant. Cela peut entamer sérieusement, voire éliminer, des peuplements dans certaines régions.
Des intervalles de temps plus longs entraînent aussi une réduction des populations, du fait que plus de plantes disparaissent de mort naturelle entre deux incendies. Contrairement à d'autres Proteaceae, les Banksias ne libèrent pas leurs graines lorsqu'ils meurent et les plants morts libèrent habituellement beaucoup moins de graines en réponse à un feu que ne le font des plants vivants, de sorte que de longs intervalles entre incendies provoquent un gaspillage de semences. L'intensité des incendies est également importante. Si un feu n'est pas assez intense pour provoquer la libération des graines, alors l'intervalle efficace entre les émissions de graines sera encore augmenté par le manque de combustible.
Les intervalles entre feux ne sont pas critiques pour les repousses, les adultes en général survivent aux feux. Par contre, les feux éliminent les jeunes plants car la plupart des repousses ne développent pas de lignotuber avant d'avoir atteint le stade de fructification. Ainsi des incendies trop fréquents limitent la génération de nouveaux adultes et les peuplements déclinent au rythme de la mort des arbres adultes.
On considère généralement que la colonisation européenne a conduit à une augmentation de la fréquence des incendies. C'est particulièrement vrai à proximité des zones urbaines, où la brousse subit à la fois des incendies criminels et des brûlages dirigés. Le voisinage des zones urbanisées crée un besoin de gestion de la virulence et de la fréquence des feux de brousse, ce qui se traduit par une pression en faveur de brûlages réguliers de faible intensité. C'est exactement le contraire de ce qu'il faudrait faire pour la préservation des Banksia, qui nécessite des feux intenses à des intervalles espacés.

### Défrichements
La  distribution de l'habitat des Banksias coïncide avec les régions à forte densité de population et de grandes surfaces de zones boisées de Banksia ont été défrichées pour l'agriculture, l'exploitation minière, le développement urbain et la construction de routes. Outre leur impact direct lié à la destruction des peuplements et de leur habitat, ces phénomènes ont aussi favorisé l'introduction d'espèces adventices et de maladies.
Comme les Banksias occupent les sols les plus pauvres, les zones où ils étaient les plus abondants ont été les dernières à être défrichées pour l'agriculture. Néanmoins, on estime qu'en 1986 55 % des bois de Banksia avaient été défrichés. Les espèces menacées par les défrichements comprennent Banksia hookeriana et deux espèces menacées, B. cuneata et B. goodii.

### Exploitation pour la fleuristerie
En Australie, les Banksias sont très recherchés par les professionnels de la fleur sauvage coupée, la cueillette commerciale de fleurs étant particulièrement répandue dans le sud-ouest de l'Australie occidentale.
Les fleurs récoltées proviennent d'environ 29 espèces de Banksia, les plus recherchées étant Banksia hookeriana, Banksia coccinea et Banksia baxteri.
En 1990, il y avait environ 1000 cueilleurs professionnels licenciés dans cet État et au cours de cette année environ 675 000 fleurs ont été récoltées seulement sur Banksia hookeriana. Les récoltes massives de fleurs réduisent substantiellement la production de cônes, conduisant à une diminution du stock de graines. On estime que la taille des populations pour la prochaine génération sera vraisemblablement réduite de moitié dans les zones de cueillette.

### Espèces menacées
Cinq espèces de Banksia et une sous-espèce sont actuellement déclarée rares. Toutes sont endémiques d'Australie occidentale. Ces plantes sont protégées en vertu de la loi australienne de 1999 sur la protection de l'environnement et la préservation de la biodiversité (Environment Protection and Biodiversity Conservation Act 1999 ou ELBC Act) et en Australie occidentale de la loi de 1950 sur la préservation de la faubne et de la flore sauvage (Wildlife Conservation Act 1950). Cette dernière loi prévoit également la possibilité de classer certains taxons en « flore prioritaire »  soit parce qu'ils sont mal connus, soit parce qu'ils sont rares mais non menacés. La liste suivante énumère les taxons de Banksia menacés ou prioritaires :
| Espèces                                | Désignation          | Désignation                                       | Principales menaces                             |
| Espèces                                | Australie (ELCB Act) | Australie occidentale (Wildlife Conservation Act) | Principales menaces                             |
| -------------------------------------- | -------------------- | ------------------------------------------------- | ----------------------------------------------- |
| Banksia aculeata                       | -                    | Priorité 2 (mal connue mais non menacée)          |                                                 |
| Banksia benthamiana                    | -                    | Priorité 4 (rare mais non menacée)                |                                                 |
| Banksia brownii                        | Menacée              | Rare                                              | Dépérissement                                   |
| Banksia chamaephyton                   | -                    | Priorité 4 (rare mais non menacée)                |                                                 |
| Banksia cuneata                        | Menacée              | Rare                                              | Perte d'habitat, lapins sauvages, dépérissement |
| Banksia elegans                        | -                    | Priorité 4 (rare mais non menacée)                |                                                 |
| Banksia epica                          | -                    | Priorité 2 (mal connue mais non menacée)          |                                                 |
| Banksia goodii                         | Vulnérable           | Rare                                              | Perte d'habitat, dépérissement                  |
| B. laevigata subsp. laevigata          | -                    | Priorité 4 (rare mais non menacée)                |                                                 |
| Banksia lullfitzii                     | -                    | Priorité 3 (mal connue mais non menacée)          |                                                 |
| B. meisneri subsp. ascendens           | -                    | Priorité 4 (rare mais non menacée)                |                                                 |
| Banksia micrantha                      | -                    | Priorité 3 (mal connue mais non menacée)          |                                                 |
| Banksia oligantha                      | Menacée              | Rare                                              | Perte d'habitat, dépérissement                  |
| Banksia rosserae                       | -                    | Priorité 1 (mal connue et menacée)                |                                                 |
| Banksia scabrella                      | -                    | Priorité 4 (rare mais non menacée)                |                                                 |
| B. solandri                            | -                    | Priorité 4 (rare mais non menacée)                |                                                 |
| Banksia sphaerocarpa var. dolichostyla | Vulnérable           | Rare                                              | Dépérissement                                   |
| Banksia tricuspis                      | -                    | Priorité 4 (rare mais non menacée)                |                                                 |
| Banksia verticillata                   | Vulnérable           | Rare                                              | Dépérissement                                   |